# Війна другої коаліції
Війна другої коаліції (1798—1802) — війна коаліції європейських держав (Велика Британія, Австрія, Російська імперія, Османська імперія, Неаполітанське королівство, Швеція — так звана Друга коаліція) проти революційної Франції. Цілями війни була ліквідація Французької республіки та відновлення в ній монархічного режиму. Бойові дії велися в Європі, на півночі Африки (Єгипет) і на Близькому Сході (Палестина і Сирія), а також на морі (Середземне море, Атлантичний океан).

## Сторони конфлікту
В Другу коаліцію входили Велика Британія, Австрія, Російська імперія, Османська імперія, Неаполітанське королівство. Головним організатором коаліції була Велика Британія.
Другій коаліції протистояла Французька республіка. На початку війни на чолі Франції стояла Директорія, але вже в 1799 році її було скинуто і встановлено диктатуру Наполеона Бонапарта.

## Плани і цілі сторін
Велика Британія намагалася максимально ослабити Францію і зберегти контроль над захопленими раніше французькими і голландськими колоніями. Австрія хотіла повернути втрачені у війні Першої коаліції Австрійські Нідерланди і ряд територій в Італії. Російська імперія боялася проникнення в Росію революційних ідей Французької революції. Османська імперія, Неаполітанське королівство та Швеція хотіли зберегти власну територіальну цілісність.
Керівництво Франції вирішило перемогти Велику Британію шляхом її економічної блокади. Французи хотіли знищити всі торговельні шляхи Британії з Європою і захопити Близький Схід для подальшої атаки Британської Індії.

## Початок війни
15 лютого 1798 року французькі війська окупували Папську область і створили на її території Римську республіку. 12 квітня 1798 року французи захопили Швейцарію і створили Гельветійську республіку. Частина кантонів Швейцарії виступила проти французької агресії і закликала на допомогу Австрію. Також французи захопили Сардинію і здійснили державний переворот у Батавській республіці. Французький уряд встановив зв'язки з індійським правителем Тіпу, який вів війну з британцями. Французи підтримали визвольне антибританське повстання в Ірландії. Наполеон почав підготовку до походу в Єгипет.
У таких умовах Велика Британія організувала Другу коаліцію. Зокрема, 9 вересня 1798 року у зв'язку з нападом французів на Єгипет Османська імперія оголосила війну Франції, а 3 січня 1799 року Росія і Туреччина уклали антифранцузький союз. Австрія припинила Раштаттський конгрес, який мав змінити умови Кампо-Формійського договору, і оголосила Франції війну.
Єдиним союзником Франції була Іспанія. Всі інші європейські держави (крім Пруссії, Португалії та Данії) виступили проти французів.

## Бойові дії в Європі
На початку війни союзники розгорнули рішучий наступ проти французів. 48-тисячна російська армія Суворова рушила через Австрію до Італії на з'єднання з 80-тисячною австрійською армією ерцгерцога Карла, яка розташовувалася на кордоні з Швейцарією і на півночі Італії.
27 серпня 1799 року в Голландії висадилися британські і російські війська. Союзники сподівалися на підтримку місцевих монархістів-оранжистів. Однак, французи розгромили союзні війська. Командувач росіян генерал Іван Герман фон Ферзен потрапив у полон до французьких військ. У листопаді 1799 року вцілілі війська було евакуйовано в Британію.
28 лютого 1799 року французький полководець Журдан на чолі 37-тисячного війська переправився через Рейн і розгорнув наступ в Німеччині проти австрійців. Однак, австрійське військо ерцгерцога Карла розбило французів і відкинуло їх у Швейцарію. У червні 1799 року австрійці зайняли перевал Сен-Готтард. Російські війська генерала Римського-Корсакова захопили Цюрих. Незабаром французи почали новий наступ на півдні Німеччини і ерцгерцог Карл з військом був змушений залишити Швейцарію і рушити на Мангейм. Цим вирішив скористатися французький генерал Массена, який атакував росіян під Цюрихом. Російський корпус Римського-Корсакова було оточено і розгромлено. Після цього французи розбили австрійський корпус генерала Готце (сам Готце загинув у битві) і взяли Цюрих.
У цей же час на півночі Італії успішно наступали російські війська Суворова. Суворов розгромив французькі війська при Адді та Требії. Однак, через поразку корпусу Римського-Корсакова і відхід австрійців Суворов був змушений перейти Альпи і вступити у Швейцарію. Під час Швейцарського походу армія Суворова зазнала великих втрат, але змогла успішно вирватися з французького оточення.
У лютому 1799 року французькі війська вторглися в Західну Німеччину, однак були розбиті австрійською армією ерцгерцога Карла.
Унаслідок поразок на фронтах та економічної кризи у Франції Директорія фактично втратила реальну владу. Всі верстви суспільства були незадоволені її політикою. Цим скористався Наполеон Бонапарт, який 9 листопада 1799 року здійснив державний переворот і встановив свою диктатуру.
Прийшовши до влади Наполеон реорганізував армію, стабілізував внутрішнє становище країни і укріпив тил своєї армії. Після цього Наполеон перейшов у контрнаступ проти своїх противників. На початку 1800 року Наполеон довів загальну чисельність французької армії до 200 тисяч вояків, з яких 120 тисяч вояків були зосереджені на Рейні. Наполеон вирішив нанести головний удар у Північній Італії, тому він очолив війська на півдні. На чолі військ на Рейні був поставлений генерал Моро.
Навесні 1800 року Моро вторгнувся у Західну Німеччину, а Наполеон — в Італію. 14 червня 1800 року Наполеон розгромив австрійські війська у битві під Маренго. Після цієї битви Австрія уклала з Наполеоном перемир'я в Італії. У Західній Німеччині Моро розгромив австрійців під Гогенлінденом у грудні 1800 року.
До кінця 1800 року всі противники Франції були переможені і були змушені піти на мир з нею.

## Бойові дії на Близькому Сході
Одним з найважливіших театрів бойових дій був Близький Схід. Наполеон Бонапарт планував підкорити Єгипет і Сирію, а далі через Персію вторгнутися в Британську Індію. В Індії Наполеон сподівався об'єднатися з місцевими антибританськими повстанцям держави Маратхів.
У березні 1798 року 32-тисячна армія Бонапарта вирушила морем на французьких кораблях до Єгипту. Для дезінформації противника французи пустили чутки про майбутнє вторгнення в Ірландію. Як результат британське командування очікувало французького десанту в Ірландії і Єгипетська кампанія Наполеона стала для британців несподіванкою.
11 червня 1798 року французи захопили Мальту, а 2 липня висадилися в Єгипті. Мамлюкське військо вийшло назустріч Наполеону, але було розбите у битві біля Пірамід. Єгипет був захоплений французами. Однак, Наполеону довелося боротися з повстаннями місцевого населення. У цей же час у битві при Абукірі британський адмірал Нельсон потопив французький флот. Після цього постачання армії Наполеона з Франції перервалося.
У 1799 році Наполеон вирішив наступати вглиб Османської імперії. У Сирії йому протистояли турки і британці. Похід в Сирію закінчився невдачею і Наполеон відступив у Єгипет. Восени 1799 року він покинув армію і вирушив у Францію для організації державного перевороту. Французькі війська в Єгипті очолив генерал Клебер (загинув у червні 1800 року).
Французьке військо в Єгипті зазнало величезних втрат через повстання місцевого населення, голод і епідемію чуми. У березні 1801 року в Єгипті висадилися британські війська і французи капітулювали.

## Бойові дії на морі і в колоніях
В 1798 році британський флот адмірала Нельсона вирушив у Середземне море, щоб перехопити Наполеона, який на чолі свого війська плив до Єгипту. Однак, французам вдалося дезінформувати Нельсона і прорватися до Єгипту. Але вже 1-3 серпня 1798 року у морській битві в Абукірській затоці на узбережжі Єгипту Нельсон потопив французький флот. Перемога Нельсона стала однією з головних причин поразки Єгипетського походу Наполеона.
12 серпня 1798 року із Миколаєва в Середземне море вирушила російська ескадра адмірала Ушакова. Разом з британцями і турками він мав вигнати французів з Іонічних островів та Мальти. В лютому 1799 року Ушаков успішно захопив острів Корфу і змусив його французький гарнізон капітулювати. У травні 1799 року Ушаков звільнив від французів італійський порт Бриндізі. Потім росіяни оволоділи Неаполем. Однак, після виходу Росії з війни Ушаков залишив Середземне море.
У 1800 році адмірал Нельсон захопив Мальту, яка стала британською колонією.